# Roshan Singh (cầu thủ bóng đá)
Roshan Singh Naorem (sinh ngày 2 tháng 2 năm 1999) là một cầu thủ bóng đá người Ấn Độ thi đấu ở vị trí hậu vệ cho Bengaluru FC dự bị ở I-League 2nd Division.

## Sự nghiệp
Vào tháng 10 năm 2017 có thông báo rằng Singh had gia nhập Bengaluru's reserve team for the I-League 2nd Division. A month later, Singh được lựa chọn thi đấu cho Indian Arrows, một đội bóng của All India Football Federation bao gồm các cầu thủ U-20 Ấn Độ để họ có thời gian chơi bóng. Anh có màn ra mắt cho đội bóng 5 tháng 12 năm 2017 trước Minerva Punjab. He came on as a 80th minute substitute cho Edmund Lalrindika as Indian Arrows thất bại 2–0.

## Thống kê sự nghiệp
Tính đến 29 tháng 4 năm 2018
| Câu lạc bộ          | Mùa giải            | Giải vô địch          | Giải vô địch | Giải vô địch | Cúp     | Cúp       | Châu lục | Châu lục  | Tổng    | Tổng      |
| Câu lạc bộ          | Mùa giải            | Hạng đấu              | Số trận      | Bàn thắng    | Số trận | Bàn thắng | Số trận  | Bàn thắng | Số trận | Bàn thắng |
| ------------------- | ------------------- | --------------------- | ------------ | ------------ | ------- | --------- | -------- | --------- | ------- | --------- |
| Indian Arrows       | 2017–18             | I-League              | 3            | 0            | 0       | 0         | —        | —         | 3       | 0         |
| Bengaluru Reserves  | 2017–18             | I-League 2nd Division | 1            | 1            | 0       | 0         | —        | —         | 1       | 1         |
| Tổng cộng sự nghiệp | Tổng cộng sự nghiệp | Tổng cộng sự nghiệp   | 4            | 1            | 0       | 0         | 0        | 0         | 4       | 1         |